# Au-delà du ciel
 (octobre 2019).
Si vous disposez d'ouvrages ou d'articles de référence ou si vous connaissez des sites web de qualité traitant du thème abordé ici, merci de compléter l'article en donnant les références utiles à sa vérifiabilité et en les liant à la section « Notes et références ».
Au-delà du ciel puis Au-delà du ciel - Missiles et Fusées, était la version française d'une revue italienne : Oltro il Cielo, Missili e Razzi, bimensuelle puis mensuelle, mais montrant entre novembre 1958 et avril 1959 une parution aléatoire.   
La revue, éditée à Rome, est consacrée à la conquête de l’espace, mais également aux soucoupes volantes (plusieurs signatures connues : Alberto Fenoglio, Peter Kolosimo), aux théories (controversées) des anciens astronautes, des mystères archéologiques et à la science-fiction (sous forme de nouvelles et de critiques de cinéma).  